# Michael Scott
Michael "Scotty" Scott, född 11 februari 1945, var företaget Apple Computers första VD mellan åren 1977 och 1981. Michael Scott ersattes av Mike Markkula.